# Jônatas Domingos
Jônatas Domingos (Fortaleza, 29 de juny de 1982) és un exfutbolista brasiler. Va ser jugador del Flamengo, RCD Espanyol, Botafogo i Figueirense, entre d'altres.

## Palmarès
- Taça Guanabara: 2008
- Copa brasilera de futbol: 2006
- Campionat carioca: 2004, 2008